# Клюев (хутор)
Клюев — хутор в Зерноградском районе Ростовской области России.
Входит в состав Конзаводского сельского поселения.

## География

### Улицы
- ул. Восточная,
- ул. Зелёная,
- ул. Мира,
- ул. Садовая,
- ул. Центральная,
- ул. Школьная,
- ул. Южная.

## Население
| 2010 |
| ---- |
| 600  |